# Philippe Brenninkmeyer
Philippe Brenninkmeyer (auch: Philipp Brenninkmeyer; * 3. November 1964 in Wimbledon, London) ist ein niederländischer Schauspieler.

## Leben
Philippe Brenninkmeyer entstammt der Unternehmerfamilie Brenninkmeijer (C&A). Seine Schulzeit verbrachte er in Internaten  in Großbritannien, Deutschland und der Schweiz.
Bis 1985 arbeitete er für das Unternehmen der Familie.
Er absolvierte ein Schauspielstudium in London und New York, was zu ersten Engagements auf Bühnen und Nebenrollen in Fernsehproduktionen wie The Guiding Light oder Sex and the City führte.
Im Jahr 2001 wurde er in der Rolle des Hotel-Managers Christian Dolbien in der ZDF-Vorabendserie girl friends – Freundschaft mit Herz erstmals einem größeren deutschen Publikum bekannt.
Brenninkmeyer spricht fließend Niederländisch, Deutsch, Englisch und Französisch.
Er ist mit der amerikanischen Schauspielerin Tara Lynn Orr verheiratet und lebt in Los Angeles.

## Filmografie

### Kino
- 2000: Entourage
- 2001: Super Troopers – Die Superbullen
- 2006: Choking Man
- 2006: Bierfest
- 2009: Slammin’ Salmon – Butter bei die Fische! (The Slammin' Salmon)
- 2010: All Alone
- 2011: Shakey
- 2012: The Babymakers
- 2014: Reasonable Doubt
- 2016: Zazy
- 2023: The Dark Girl
- 2024: The Last Front
- 2025: Saving the Elites

### Fernsehen
- 1999: Sex and the City (Fernsehserie, Folge Evolution)
- 1999: Springfield Story (Fernsehserie)
- 1999–2000: Jung und Leidenschaftlich – Wie das Leben so spielt (As the World Turns, Fernsehserie, 2 Folgen)
- 2002: Law & Order (Fernsehserie, Folge Mord auf Rezept)
- 2002–2003: Liebe, Lügen, Leidenschaften (Fernsehserie, 6 Folgen)
- 2002–2007: girl friends – Freundschaft mit Herz (Fernsehserie, 36 Folgen)
- 2002: Rosamunde Pilcher – Bis ans Ende der Welt (Fernsehreihe)
- 2003: Der Augenblick der Begierde
- 2004: The Cradle Will Fall
- 2005: Kanzleramt (Fernsehserie, Folge Schattenkrieger)
- 2005: Barbara Wood – Das Haus der Harmonie
- 2007: Stubbe – Von Fall zu Fall: Schmutzige Geschäfte (Fernsehreihe)
- 2008: Im Tal der wilden Rosen – Fluss der Liebe (Fernsehreihe)
- 2008: Die Liebe ein Traum
- 2008: Mad Men (Fernsehserie, Folge Der Jetset)
- 2008: Inga Lindström – Sommer der Entscheidung (Fernsehreihe)
- 2009: 30 Karat Liebe
- 2009: Detektiv wider Willen
- 2009: CSI: Miami (Fernsehserie, Folge Ey Mann, wo is' mein Bräutigam?)
- 2010: Im Schatten des Pferdemondes
- 2010: Emilie Richards – Zeit der Vergebung
- 2010: Undercovers (Fernsehserie, Folge Streng geheim)
- 2011: Das Traumschiff – Bora Bora (Fernsehreihe)
- 2011: Rosamunde Pilcher – Gefährliche Brandung
- 2013: Ein Fall für zwei (Fernsehserie, Folge Schöner Sterben)
- 2013: Inga Lindström – Herz aus Eis
- 2014: Seitensprung (Fernsehfilm)
- 2014, 2018: SOKO Stuttgart (Fernsehserie, verschiedene Rollen, 2 Folgen)
- 2014: Dr. Klein (Fernsehserie, Folge Dicke Luft)
- 2014: Navy CIS (NCIS, Fernsehserie, Folge Eingeschneit)
- 2015: Tatort: Der Himmel ist ein Platz auf Erden (Fernsehreihe)
- 2015: Navy CIS: L.A. (NCIS: Los Angeles, Fernsehserie, Folge Schwerer Abschied)
- 2016: Heldt (Fernsehserie, Folge Bochum singen und sterben)
- 2018: Familie Dr. Kleist (Fernsehserie, Folge Abschiedsblues)
- 2018: Der Nesthocker
- 2019: Der Staatsanwalt (Fernsehserie, Folge Rätselhafter Überfall)
- 2019: Die Drei von der Müllabfuhr – Dörte muss weg
- 2019: Hotel Heidelberg: … Wer sich ewig bindet
- 2020: Notruf Hafenkante (Fernsehserie, Folge Aus für Eva)
- 2020: Die Kanzlei (Fernsehserie, 2 Folgen)
- 2021: Ein Hauch von Amerika
- 2022: Die schwarzen Schmetterlinge (TV-Serie, arte, 1 Folge)